# Нанае

41°53′45″ пн. ш. 140°41′40″ сх. д. / 41.89583° пн. ш. 140.69444° сх. д.
Нана́е (яп. 七飯町, ななえちょう, МФА: [nanae t͡ɕoː]) — містечко в Японії, в повіті Камеда округу Осіма префектури Хоккайдо. Станом на 1 жовтня 2008 року площа містечка становила 216,61 км². Станом на 31 березня 2017 населення містечка становило 28 532 осіб.